# 4522 Britastra
A 4522 Britastra (ideiglenes jelöléssel 1980 BM) a Naprendszer kisbolygóövében található aszteroida. Edward L. G. Bowell fedezte fel 1980. január 22-én.